# The Walking Dead (mùa 6)
The Walking Dead (mùa 6) (tạm dịch: Xác sống mùa 6) là phần thứ sáu của series phim về đại dịch xác sống The Walking Dead, bắt đầu phát sóng vào ngày 11 tháng 10 năm 2015 và bao gồm 16 tập. Trước đó vào ngày 7 tháng 10 năm 2014, AMC đã xác nhận sẽ tiếp tục thực hiện Phần 6 của phim. Nhà chỉ đạo sản xuất chính của Phần 4 và Phần 5 trước đó, Scott Gimple tiếp tục quay lại để đảm nhận vị trí này.
Tập đầu tiên của phần này, "First Time Again" đạt lượng người xem là 14,63 triệu tại Mỹ với 7,43 triệu trong số đó là khán giả ở độ tuổi từ 18 đến 49.

## Tóm lược nội dung

### Tập 1:First Time Again
Mở đầu Phần 6, Rick và các cư dân Alexandria phải tìm cách cách đối phó với một rắc rối mới đang hướng về phía cộng đồng. Liệu mối đe dọa này sẽ giúp họ đoàn kết hơn hay chỉ khiến mâu thuẫn thêm sâu sắc?

### Tập 2:JSS
Khi mọi thứ tưởng chừng như đã đi theo kế hoạch, một vấn đề khác lại nảy sinh và gây nguy hiểm cho các cư dân Alexandria.

### Tập 3:Thank You
Rick và một nhóm nhỏ khác cố gắng vượt qua bầy xác sống khổng lồ để trở về Alexandria, thế nhưng không phải tất cả trong số họ đều toàn mạng trở về.

### Tập 4:Here's Not Here
Một câu chuyện giờ đây mới được kể. Ai đáng được tin tưởng và ai có cơ hội thay đổi?

### Tập 5:Now
Bầu không khí tang thương bao trùm cả cộng đồng sau hàng loạt biến cố. Những người vốn đã ở quá lâu sau bức tường giờ đây bắt đầu nhìn nhận được thực tại tàn khốc của thế giới đó.

### Tập 6:Always Accountable
Trên đường trở về Alexandria sau khi hoàn thành xong một nhiệm vụ, nhóm của Daryl, Abraham và Sasha gặp phải rắc rối. Một mối đe dọa mới xuất hiện.

### Tập 7:Heads Up
Người dân Alexandria bắt đầu bình tĩnh trở lại để tìm cách giải quyết vấn đề trước mắt. Tuy nhiên, sự yên bình đó liệu sẽ kéo dài được lâu?

### Tập 8:Start To Finish
Rắc rối lại ập đến Alexandria một lần nữa. Nhưng trong lần này, mối đe dọa thật quá khó để đánh bại...

### Tập 9:No Way Out
Với việc xác sống tràn ngập bên trong cộng đồng, Rick và mọi người trở nên hoang mang, sợ hãi trước sự lấn áp của chúng. Mọi việc ngày càng đi theo chiều hướng tệ hơn.

### Tập 10:The Next World
Sau khi biến cố đã đi qua, một chuyến đi ra ngoài tìm đồ trở nên khó khăn hơn các thành viên nghĩ, khi mà họ không phải là những người duy nhất muốn có được lượng nhu yếu phẩm đồ dồi dào đó.

### Tập 11:Knots Untie
Thế giới xung quanh bỗng rộng lớn hơn Rick nghĩ.

### Tập 12:Not Tomorrow Yet
Rick và cả nhóm nhận ra rằng cách duy nhất để tiếp tục duy trì sự bình yên cho cộng đồng chính là tiêu diệt kẻ thù mới.

### Tập 13:The Same Boat
Tận hưởng chiến thắng chưa được lâu, một vấn đề khác xuất hiện khi những thành viên của nhóm bị kẻ địch bắt làm con tin.

### Tập 14:Twice As Far
Hai nhóm nhỏ rời khỏi Alexandria để đi tìm đồ. Trong khi họ đang mải bận tâm đến tương lai của cộng đồng, mối hiểm nguy đang âm thầm bám theo họ.

### Tập 15:East
Alexandria rơi vào tình trạng báo động sau cái chết của một thành viên quan trọng và sự mất tích của một người khác. Một vài nhóm nhỏ bắt đầu đi ra ngoài để tìm kiếm, nhưng những gì họ tìm được không phải là những gì họ mong muốn.

### Tập 16:Last Day on Earth
Rick và một vài người khác phải bất chấp rủi ro để ra ngoài vì sức khỏe của một thành viên đang rơi vào trạng thái nguy kịch. Những gì mà họ gặp phải trên đường đi sẽ thay đổi cuộc đời của họ mãi mãi...

## Thông tin cơ bản
|     | Tên tập            | Biên kịch                    | Đạo diễn           | Ngày lên sóng | Lượng người xem (Mỹ) |
| --- | ------------------ | ---------------------------- | ------------------ | ------------- | -------------------- |
| 1.  | First Time Again   | Scott Gimple Matt Negrete    | Greg Nicotero      | 11/10/2015    | 14.63 triệu          |
| 2.  | JSS                | Seth Hoffman                 | Jennifer Lynch     | 18/10/2015    | 12.18 triệu          |
| 3.  | Thank You          | Angela Kang                  | Michael Slovis     | 25/10/2015    | 13.14 triệu          |
| 4.  | Here's Not Here    | Scott Gimple                 | Stephen Williams   | 1/11/2015     | 13.34 triệu          |
| 5.  | Now                | Corey Reed                   | Avi Youabian       | 8/11/2015     | 12.44 triệu          |
| 6.  | Always Accountable | Heather Bellson              | Jeffrey F. January | 15/11/2015    | 12.87 triệu          |
| 7.  | Heads Up           | Channing Powell              | David Boyd         | 22/11/2015    | 13.22 triệu          |
| 8.  | Start To Finish    | Matt Negrete                 | Michael Satrazemis | 29/11/2015    | 13.98 triệu          |
| 9.  | No Way Out         | Seth Hoffman                 | Greg Nicotero      | 14/2/2016     | 13.74 triệu          |
| 10. | The Next World     | Angela Kang Corey Reed       | Kari Skogland      | 21/2/2016     | 13.48 triệu          |
| 11. | Knots Untie        | Matt Negrete Channing Powell | Michael Satrazemis | 28/2/2016     | 12.79 triệu          |
| 12. | Not Tomorrow Yet   | Seth Hoffman                 | Greg Nicotero      | 6/3/2016      | 12.82 triệu          |
| 13. | The Same Boat      | Angela Kang                  | Billy Gierhart     | 13/3/2016     | 12.53 triệu          |
| 14. | Twice As Far       | Matt Negrete                 | Alrick Riley       | 20/3/2016     | 12.69 triệu          |
| 15. | East               | Scott Gimple Channing Powell | Michael Satrazemis | 27/3/2016     | 12.38 triệu          |
| 16. | Last Day on Earth  | Scott Gimple Matt Negrete    | Greg Nicotero      | 3/4/2016      | 14.19 triệu          |

## Dàn diễn viên
Sau đây là danh sách những diễn viên tham gia đóng mùa phim này.
| - Andrew Lincoln vai Rick Grimes - Norman Reedus vai Daryl Dixon - Steven Yeun vai Glenn Rhee - Lauren Cohan vai Maggie Greene - Chandler Riggs vai Carl Grimes - Danai Gurira vai Michonne - Melissa McBride vai Carol Peletier - Michael Cudlitz vai Abraham Ford - Lennie James vai Morgan Jones - Sonequa Martin-Green vai Sasha Williams - Josh McDermitt vai Eugene Porter - Christian Serratos vai Rosita Espinosa - Alanna Masterson vai Tara Chambler - Seth Gilliam vai Gabriel Stokes - Alexandra Breckenridge vai Jessie Anderson - Ross Marquand vai Aaron - Austin Nichols vai Spencer Monroe - Tovah Feldshuh vai Deanna Monroe | - Austin Abrams vai Ron Anderson - Jason Douglas vai Tobin - Benedict Samuel vai Thủ lĩnh The Wolves - Ethan Embry vai Carter - Corey Hawkins vai Heath - Major Dodson vai Sam Anderson - Merritt Wever vai Denise Cloyd - Justin Miles vai Barnes - Kenric Green vai Scott - John Carroll Lynch vai Eastman - Ann Mahoney vai Olivia - Austin Amelio vai Dwight - Christine Evangelista vai Sherry - Christopher Berry vai Thành viên The Saviors - Katelyn Nacon vai Enid - Alicia Witt vai Paula - Jeananne Goossen vai Michelle - Jill Jane Clements vai Molly - Rus Blackwell vai Donnie - Rich Ceraulo vai Jiro - Stuart Greer vai Roman - Steven Ogg vai Simon Khách mời đặc biệt - Jeffrey Dean Morgan vai Negan | - Chloe & Sophie Garcia-Frizzi vai Judith Grimes - Jordan Woods-Robinson vai Eric Raleigh - Michael Traynor vai Nicholas - Curtis Jackson vai Bob Miller - Helen Jackson vai Natalie Miller - Tiffany Morgan vai Erin - Susie Spear vai Shelly Neudermeyer - Mandi Christine Kerr vai Barbara - David Marshall Silverman vai Kent - Ted Huckabee vai Bruce - Dahlia Legault vai Francine - Jay Huguley vai David - Beth Keener vai Annie - Jonathan Kleitman vai Sturgess - Laura Beamer vai Holly - Duke Jackson vai Aphid - Darian Fisher & Dalton Simons vai Richards - Vanessa Cloke vai Anna - Jasmine Kaur vai Betsy - Liz E. Morgan vai Tina - Darin Cooper vai Wade - Matt Lowe vai Cam - Brian Lancaster vai Timmy - Karen Ceesay vai Bertie - Ilan Srulovicz vai Wesley - R. Keith Harris vai Harlan Carson - Brett Gentile vai Freddie - James Chen vai Kal - Peter Zimmerman vai Eduardo - Karl Funk vai Neil - Justin Kucsulain vai Ethan - Jeremy Palko vai Andy - Kimberly Leemans vai Crystal - Myke Holmes vai Craig - Jimmy Gonzales vai Primo - Robert Walker-Branchaud vai Neil - Không rõ vai Miles - Daniel Newman vai Daniel - Không rõ vai Colton - Jesse C. Boyd vai Thành viên The Wolves - Alec Rayme vai Thành viên The Wolves - Elena Sanchez vai Thành viên The Wolves - Labrandon Shead vai Thành viên The Wolves - Lance Tafelski vai Thành viên The Wolves - Jason Alexander Davis vai Bố Enid - Claire Bronson vai Mẹ Enid - Chris Gann vai Người bố - H. Patrik Coyne vai Người con trai - LB Brown vai Người đàn ông - Bethany Anne Lind vai Người phụ nữ - Carlos Aviles vai Thành viên The Saviors - Ian Casselberry vai Thành viên The Saviors - G-Rod vai Thành viên The Saviors - Steven Sean Garland vai Thành viên The Saviors - Kevin Patrick Murphy vai Người đàn ông |

## Đánh giá
Mặc dù là một mùa phim với khá nhiều tập phim nhận phải những phản hồi trái chiều hoặc tiêu cực, xét về tổng thể thì Phần 6 này của The Walking Dead vẫn được đánh giá cao. Trang Metascore cho mùa phim số điểm 79 trên 100 dựa trên 10 bài phê bình. Trên trang Rotten Tomatoes, có 78% trong số 21 bài phê bình về mùa thứ 6 này mang tính tích cực (điểm trung bình các tập là 78%). Nhận xét ngắn gọn mà trang này đưa ra là: "Dù đã trải qua 6 mùa, The Walking Dead vẫn tìm được cách vượt lên chính mình, dù vẫn còn một số mảnh ghép chậm rãi không giúp được gì nhiều cho cốt truyện".

## Bên lề
- Với việc tiếp tục đảm nhận vai trò chỉ đạo sản xuất chính của Phần 6 này, Scott Gimple trở thành người nắm giữ vị trí showrunner lâu nhất của phim tính đến thời điểm hiện tại.[14]
- Dàn diễn viên chính của mùa phim này có một số sự thay đổi:
  - Mặc dù đã là diễn viên chính từ Phần 4, tên của Sonequa Martin-Green (Sasha Williams) lần đầu tiên được đưa lên đoạn intro giới thiệu đầu phim thay vì được liệt tên trong mục "Also Starring" như trước đây.
  - Josh McDermitt (Eugene Porter), Christian Serratos (Rosita Espinosa), Alanna Masterson (Tara Chambler) và Seth Gilliam (Gabriel Stokes) vẫn được liệt kê tên trong mục "Also Starring" mặc dù đã là diễn viên chính từ Phần 5.
  - Sau khi xuất hiện trong Phần 5 với tư cách là vai định kỳ/khách mời, cả Lennie James (Morgan Jones), Tovah Feldshuh (Deanna Monroe), Alexandra Breckenridge (Jessie Anderson), Ross Marquand (Aaron) và Austin Nichols (Spencer Monroe) đều đã được đưa lên làm diễn viên chính trong Phần 6 này.
    - Tên của Lennie James được đưa lên đoạn giới thiệu dàn diễn viên đầu phim trong khi tên của Alexandra Breckenridge, Ross Marquand, Austin Nichols và Tovah Feldshuh được liệt kê trong mục "Also Starring".[15]
- Trước khi Phần 6 quay lại, Cả Scott Gimple và Gale Anne Hurd đều đã tiết lộ với khán giả rằng xác sống sẽ trở thành mối một nguy hiểm lớn hơn so với các mùa trước. Điều này đã được chứng minh qua 8 tập đầu tiên của mùa phim này.
- Tập đầu tiên của Phần 6, "First Time Again" có thời lượng phát sóng trên truyền hình là 90 phút. Đây là tập mở đầu thứ ba của một mùa phim The Walking Dead có thời lượng dài như vậy kể từ sau tập đầu Phần 1 và tập đầu Phần 2.
  - "First Time Again" trở thành tập mở đầu một mùa phim đầu tiên có lượng người xem không thể vượt qua con số của tập mở đầu mùa phim trước đó.
- Tập thứ tư của Phần 6 này, "Here's Not Here" trở thành tập phim đầu tiên có thời lượng phát sóng trên truyền hình là 90 phút mà không phải là tập đầu hay cuối của một mùa phim.
- Phần 6 này có 3 tập phim với thời lượng 90 phút là "First Time Again", "Here's Not Here" và "Last Day On Earth".
- Đây là mùa phim đầu tiên không có tập phim nào được viết kịch bản bởi Robert Kirkman.[16][17]